# Fertőendréd
Fertőendréd (em alemão: Großandrä) é um município da Hungria, situado no condado de Győr-Moson-Sopron. Tem 15,09 km² de área e sua população em 2015 foi estimada em 638 habitantes.